# Ximenia roigii
Ximenia roigii  (лат.) — вид цветковых растений рода Ксимения (Ximenia) семейства Олаксовые (Olacaceae). Эндемик Кубы. Находится в опасности из-за скоращения мест обитания. Некоторые источники не признают данный вид.